# 拉拉讷特里
拉拉讷特里（法語：Lalanne-Trie，法語發音：[lalan tʁi]）是法国上比利牛斯省的一个市镇，属于塔布区。

## 地理
拉拉讷特里（43°18'36"N, 0°20'18"E）面积4.92 平方千米，位于法国奧克西塔尼大區上比利牛斯省，该省份为法国西南部内陆省份，北至热尔省，西接大西洋比利牛斯省，南与西班牙接壤，东临上加龙省。
与拉拉讷特里接壤的市镇（或旧市镇、城区）包括：拉佩尔、吕布雷圣吕克、巴伊斯河畔特里、维杜。

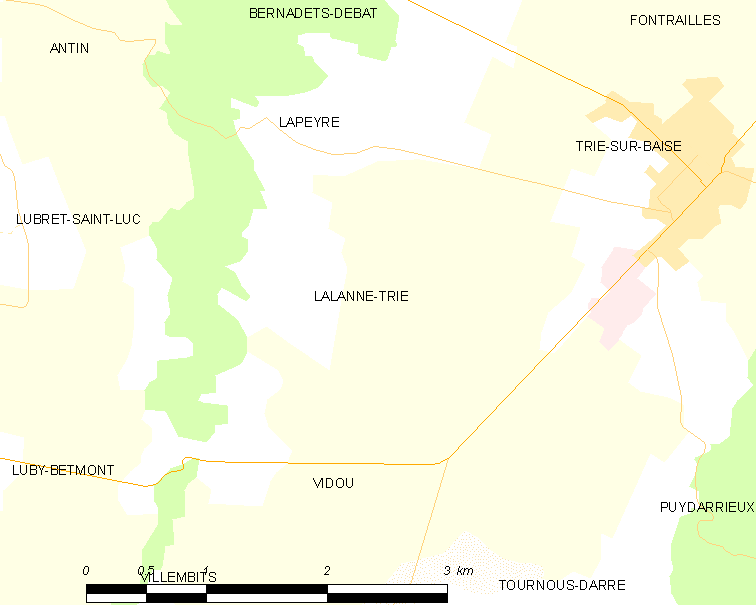
拉拉讷特里的OSM定位图

拉拉讷特里的时区为UTC+01:00、UTC+02:00（夏令时）。

## 行政
拉拉讷特里的邮政编码为65220，INSEE市镇编码为65250。

## 政治
拉拉讷特里所属的省级选区为山丘县。

## 人口

1962-2008年间拉拉讷特里人口变化图示

拉拉讷特里于2022年1月1日时的人口数量为118人。